# Édouard Salier
Pour les articles homonymes, voir Salier.
 (octobre 2022).
Si vous disposez d'ouvrages ou d'articles de référence ou si vous connaissez des sites web de qualité traitant du thème abordé ici, merci de compléter l'article en donnant les références utiles à sa vérifiabilité et en les liant à la section « Notes et références ».
Édouard Salier, né le 12 août 1976 à Bordeaux (Gironde), est un réalisateur français, graphiste, designer et photographe. Ses projets, notamment ses courts métrages Flesh et Empire, ont été représentés partout dans le monde[réf. nécessaire]. Il a fait ses débuts aux États-Unis au Sundance Film Festival [Quand ?].

## Biographie
Après des études d’arts graphiques à Paris, Edouard Salier commence sa collaboration avec Doctor L et au sein du collectif d’artistes Art Posthume.
Il réalise le générique de Clique, l'émission de Mouloud Achour sur Canal+.

## Réalisateur

### Longs-métrages
- 2019 : Africa Mia avec Richard Minier
- 2022 : Tropic

### Séries télévisées
- 2019 : Mortel de Frédéric Garcia

1. Archi Dead
2. Flammes. Flammes. Flammes
3. Mise à Nudes
4. Un mec toxique
5. La Solitudine
6. L'Ensecrètement

- 2020 : La Révolution d'Aurélien Molas

1. Chapitre six : L'Alliance
2. Chapitre sept : Le Dilemme
3. Chapitre huit : La Révolte

- 2021 : Mixte de Marie Roussin (épisodes 5 à 8)
- 2024 : Les Sentinelles de Guillaume Lemans, Xabi Molia et Raphaëlle Richet, coréalisation avec Thierry Poiraud
- 2025 : Soleil noir de Nils Antoine Sambuc, Jules Lugan, Camille Couasse, Claire Le Luhern, Marine Lachenaud, Thomas Colineau (épisodes 5 et 6)

### Courts-métrages
- Toks (2003)
- The End (2004)
- Interview (2005)
- Empire (2005)
- Flesh (2005)
- Love (2006)
- 4 (2009)
- Habana (2013)

### Vidéoclips
- 2000: Mountains, Doctor L
- 2000: Never Satisfied, Tony Allen
- 2000: Labyrinth, Doctor L
- 2000: Give Away Box, Doctor L
- 2001: Perfect Monster, Kactus Hunters
- 2001: Clumsy Lobster, Ernest Saint Laurent
- 2001: Miracles, Kactus Hunters
- 2002: Habana, Orishas
- 2002: Back By Dope Demand, Naab
- 2003: Já Sei Namorar, Tribalistas
- 2004: La Balayeur, Thomas Winter et Bogue
- 2004: Batifole, Thomas Winter et Bogue
- 2004: Nací Orishas, Orishas
- 2004: El Kilo, Orishas
- 2005: I Want Love, Jehro
- 2006: Fils de Cham, Tété
- 2006: ¿Qué pasa?, Orishas
- 2007: Hip Hop Conga, Orishas
- 2007: User, The Replicants
- 2007: Hay Un Son, Orishas
- 2008: Let's Get Physical, Rock & Junior
- 2008: Bruja, Orishas
- 2009: Let's Take a Walk, Raphael Saadiq
- 2010: So Light Is Her Footfall, Air
- 2010: Splitting the Atom, Massive Attack
- 2010: This Is War, Thirty Seconds to Mars
- 2010: Atlas Air, Massive Attack
- 2011: Civilization, Justice
- 2013: Waiting For A Sign, Scratch Massive
- 2013: I'm Aquarius, Metronomy
- 2018: Love S.O.S, Justice

### Publicité
- Diesel
- La Poste, Pliages
- Coca-Cola, Quest
- Nike, Mercurial
- O2, Doodle
- Nike, Woman
- Smirnoff, Signature
- Numericable

## Récompenses
- 2015 : Grand prix du court-métrage au festival de Gérardmer pour Habana